# 128 v. Chr.
Portal Geschichte | Portal Biografien | Aktuelle Ereignisse | Jahreskalender | Tagesartikel

◄ |
3. Jahrhundert v. Chr. |
2. Jahrhundert v. Chr. |
1. Jahrhundert v. Chr. |
►

◄ | 140er v. Chr. | 130er v. Chr. | 120er v. Chr. | 110er v. Chr. |
100er v. Chr. |
►

◄◄ | ◄ | 131 v. Chr. | 130 v. Chr. | 129 v. Chr. | 128 v. Chr. |
127 v. Chr. |
126 v. Chr. |
125 v. Chr. |
► |
►►
Staatsoberhäupter

## Ereignisse

### Politik und Weltgeschehen
- Der samaritanische Tempel in der Nähe des heutigen Nablus wird durch die Hasmonäer zerstört.

- 129/128 v. Chr.: Alexander II. Zabinas wird mit Unterstützung des ägyptischen Königs Ptolemaios VIII. gegen Demetrios II. zum Gegenkönig des Seleukidenreiches erhoben. Ptolemaios, der sich zu dieser Zeit im Exil auf Zypern befindet und einen Bürgerkrieg gegen seine Schwestergemahlin Kleopatra II. führt, gibt ihn als Adoptivsohn des kurz zuvor im Kampf gegen die Parther gefallenen Antiochos VII. oder als Sohn Alexanders I. Balas aus. Alexander übernimmt die Macht in Antiocheia, Apameia und weiteren syrischen Städten.
- 128/127 v. Chr.: Nach dem Tod von Nikomedes II. folgt ihm sein Sohn Nikomedes III. auf den Thron von Bithynien.

### Kultur

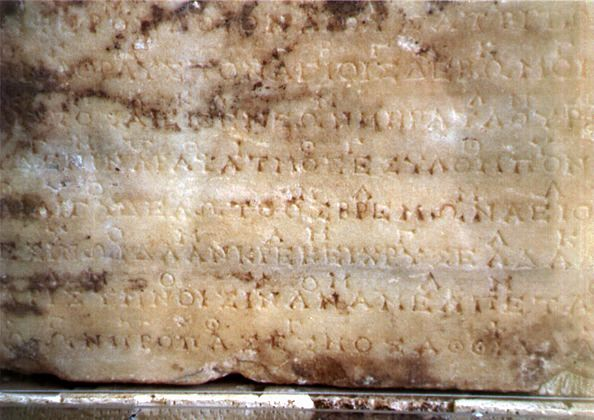
Die zweite der beiden Hymnen an Apollo am Athenerschatzhaus in Delphi

- um 128 v. Chr.: Die zweite der beiden Delphischen Hymnen wird komponiert.

## Gestorben
- 128/127 v. Chr.: Nikomedes II., König von Bithynien